# Чемпионат Европы по академической гребле 1961
Чемпионат Европы по академической гребле 1961 года прошёл на реке Влтава в Праге (Чехословакия). Сначала с 18 по 20 августа прошли женские соревнования, в ходе которых 126 участниц из 9 стран разыграли 5 комплектов наград. Потом с 24 по 27 августа был проведён мужской турнир, 310 спортсменов из 19 стран выявили сильнейших в 7 дисциплинах.
Турнир носил статус открытого, поэтому кроме гребцов из европейских стран в нём участвовали представители государств, расположенных на других континентах. Так как Международная федерация гребного спорта не признавала ГДР, в каждом классе лодок мог выступить только один немецкий экипаж. Перед чемпионатом состоялись отборочные соревнования между представителями ФРГ и ГДР, по результатам которых женскую часть Объединённой команды Германии составили восточногерманские спортсменки, а мужскую — западногерманские гребцы.

## Медалисты

### Женщины
| Дисциплина                        | Золото | Золото  | Серебро | Серебро | Бронза | Бронза  |
| Одиночки W1x                      | Венгрия · Корнелия Папп | 3:48,96 | Чехословакия · Алена Постлова | 3:52,08 | СССР · Зося Ракицкая | 3:53,46 |
| Двойки парные W2x                 | СССР · Валентина Калегина · Галина Вечерковская | 3:34,92 | ГДР · Ханнелоре Гёттлих · Хельга Кольбе | 3:37,04 | Румыния · Ана Тамаш · Флорика Гюзеля | 3:42,12 |
| Четвёрки парные с рулевыми W4x+   | СССР · Валентина Васильева · Людмила Суслова · Айно Паюсалу · Нина Полякова · Тамара Иванова (р)                                                                                    | 3:24,87 | Чехословакия · Марта Шипова · Ярмила Плоцарова · Светла Бартакова · Гана Мусилова · Ивана Поточникова (р)                                                         | 3:28,43 | ГДР · Хельга Шлиттерман · Урсула Панкрац · Хельга Аммон · Хельга Кольбе · Карла Фристер (р)                                                                            | 3:28,83 |
| Четвёрки распашные с рулевыми W4+ | СССР · Валентина Терехова · Надежда Шкункова · Элла Сергеева · Нина Шаманова · Валентина Тимофеева (р)                                                                              | 3:28,08 | Румыния · Эмилия Ригард · Ана Тамаш · Флорика Гюзеля · Юлиана Булуджою · Штефания Борисов (р)                                                                     | 3:32,14 | ГДР · Барбара Райхель · Криста Шоллайн · Хильде Амеланг · Марианне Мевес · Эльфриде Боэтьюс (р)                                                                        | 3:36,96 |
| Восьмёрки W8+                     | СССР · Зинаида Кириллина · Вера Реброва · Валентина Ширшикова · Нонна Печерникова · Нина Коробкова · Лидия Зонтова · Зинаида Коротова · Надежда Гончарова · Виктория Добродеева (р) | 3:13,59 | ГДР · Вальтрауд Бёльман · Герлинде Лёвенштайн · Уте Габлер · Эрика Кречмер · Вальтрауд Динтер · Ингрид Граф · Хельга Кёпеник · Бригитте Ринтиш · Зигрид Лаубе (р) | 3:17,25 | Румыния · Екатерина Орос · Мария Дрэгич · Магда Влэдуц · Марьяна Хорват · Вьорика Молдован · Олимпия Богдан · Маргарета Стоян · Марьяна Лимпеде · Штефания Борисов (р) | 3:18,67 |

### Мужчины
| Дисциплина               | Золото | Золото  | Серебро | Серебро | Бронза | Бронза  |
| Одиночки M1x             | СССР · Вячеслав Иванов | 7:21,61 | Чехословакия · Владимир Андрс | 7:29,65 | США · Сеймор Кромуэлл | 7:31,42 |
| Двойки парные M2x        | СССР · Александр Беркутов · Юрий Тюкалов | 6:33,61 | Великобритания · Николас Беркмер · Джордж Джастис                                                                                     | 6:35,41 | Чехословакия · Вацлав Козак · Павел Шмидт | 6:35,57 |
| Двойки без рулевых M2-   | ФРГ Гюнтер Цумкеллер Дитер Бендер | 7:01,95 | Финляндия · Вели Лехтиля · Тойми Питкянен                                                                                             | 7:03,16 | Нидерланды · Эрнст Венеманс · Стевен Блайссе | 7:04,20 |
| Двойки с рулевыми M2+    | СССР · Зигмас Юкна · Антанас Багдонавичюс · Гердас Моркус (р) | 7:45,39 | Румыния · Ионел Петров · Илие Хусаренко · Опря Пэунеску (р)                                                                           | 7:50,72 | Чехословакия · Вацлав Халупа · Мирослав Стрейчек · Ян Дворак (р)                                                                                           | 7:55,09 |
| Четвёрки без рулевых M4- | Италия · Ренато Бозатта · Туллио Бараглия · Джанкарло Кроста · Джузеппе Галанте                                                                                           | 6:28,29 | СССР · Валентин Морковкин · Игорь Ахремчик · Анатолий Тарабрин · Юрий Бачуров                                                         | 6:30,37 | ФРГ Клаус Вегнер Манфред Илльнер Клаус Рикеманн Гюнтер Шроерс                                                                                              | 6:32,84 |
| Четвёрки с рулевыми M4+  | ФРГ Карл-Хайнц Хопп Клаус Биттнер Крафт Шепке Франк Шепке Рейнхольд Брюммер (р)                                                                                           | 6:33,13 | СССР · Олег Александров · Борис Фёдоров · Юрий Суслин · Анатолий Фёдоров · Игорь Рудаков (р)                                          | 6:38,04 | Италия · Вито Казалуччи · Микеле Вертуччо · Сальваторе Ибба · Франческо Стаити · Джузеппе Джорджанни (р)                                                   | 6:39,40 |
| Восьмёрки M8+            | Италия · Романо Сгейц · Джованни Цукки · Раффаэле Вивиани · Джузеппе Палезе · Фульвио Балатти · Джанпьетро Джиларди · Винико Бронди · Серено Брунелло · Иво Стефанони (р) | 5:52,23 | ФРГ Вольфганг Титенберг Детлеф Рац Йоахим Шульц Петер Рифф Бернд Маршнер Петер Нойзель Бернхард Бриттинг Манфред Росс Юрген Эльке (р) | 5:52,40 | Франция · Кристиан Пюибаро · Жан-Пьер Белле · Жозеф Морони · Робер Дюмонтуа · Гастон Мерсье · Бернар Мейнадье · Эмиль Клерк · Мишель Вио · Ален Буффар (р) | 5:54,11 |

## Командный зачёт
| Место | Страна         | Золото | Серебро | Бронза | Всего |
| ----- | -------------- | ------ | ------- | ------ | ----- |
| 1     | СССР           | 7      | 2       | 1      | 10    |
| 2     | Германия       | 2      | 3       | 3      | 8     |
| 3     | Италия         | 2      | 0       | 1      | 3     |
| 4     | Венгрия        | 1      | 0       | 0      | 1     |
| 5     | Чехословакия   | 0      | 3       | 2      | 5     |
| 6     | Румыния        | 0      | 2       | 2      | 4     |
| 7     | Великобритания | 0      | 1       | 0      | 1     |
| 7     | Финляндия      | 0      | 1       | 0      | 1     |
| 9     | Нидерланды     | 0      | 0       | 1      | 1     |
| 9     | США            | 0      | 0       | 1      | 1     |
| 9     | Франция        | 0      | 0       | 1      | 1     |
| Всего | Всего          | 12     | 12      | 12     | 36    |

 Страна — хозяйка соревнований